# Acrostatheusis reducta
Acrostatheusis reducta är en fjärilsart som beskrevs av Claude Herbulot 1967. Acrostatheusis reducta ingår i släktet Acrostatheusis och familjen mätare. Inga underarter finns listade i Catalogue of Life.